# Душаново (Призрен)
Душаново (старији назив Душановац, алб. Arbanë или алб. Rrallinë) је насељено место у општини Призрен на Косову и Метохији. Према попису из 2024. у насељу је живело 7.870 становника.

## Положај
Атар насеља се налази на територији катастарске општине Душаново површине 923 ha. Ово приградско насеље Призрена је данас агломерацијски срасло са градом.

## Историја
У Душановцу је 28. маја 1925. године освећена српска православна црква посвећена Св. Спасу, од стране скопског митрополита Варнаве. Подигли су је мештани и насељени четници од својих прилога. Градња те мале али лепе богомоље је коштала преко 160.000 динара. То је прва нова црква у том месту након прохујалих векова. Душановац тада има око 30 "старовременских" домова. Кум на освећењу био је насељеник четник Владимир Милановић, а његова мајка Милева поклонила је тој цркви осам икона и један велики ћилим.

## Становништво
После Другог светског рата, већинско становништво је било српско. Према попису из 2011. године, Душаново има следећи етнички састав становништва:
| Националност   | 2011.          |
| Албанци        | 8.810 (93,74%) |
| Бошњаци        | 220 (2,34%)    |
| Ашкалије       | 186 (1,98%)    |
| Роми           | 172 (1,83%)    |
| Горанци        | 2 (0,02%)      |
| остали и друго | 8 (0,09%)      |
| Укупно         | 9.398          |

| Демографија | Демографија | Демографија |
| Година      | Становника  | Становника  |
| ----------- | ----------- | ----------- |
| 1948.       | 231         |             |
| 1953.       | 256         |             |
| 1961.       | 431         |             |
| 1971.       | 1.724       |             |
| 1981.       | 4.824       |             |
| 1991.       | 5.982       |             |
| 2011.       | 9.398       |             |